# Einar Holbøll

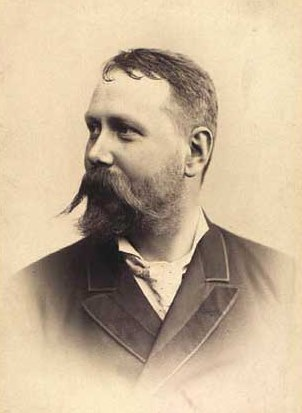
Einar Holbøll

Einar Holbøll (ur. 20 grudnia 1865 Kopenhaga, zm. 23 lutego 1927 Charlottenlund) – duński filantrop, naczelnik poczty królewskiej, znany z wprowadzenia do obiegu w 1904 pierwszego znaczka bożonarodzeniowego.

## Życiorys
Einar Holbøll był synem porucznika Duńskiej Królewskiej Marynarki Wojennej Johana Holbølla (1828-1911) i Johanne Mathilde Caspersen (1840-1912). Jako piętnastolatek zaciągnął się na statek. W 1883 zdał małą maturę, po której nadal pływał i przygotowywał się do egzaminu na sternika. Jednak z powodu słabego wzroku musiał zrezygnować z kariery morskiej i w 1886 znalazł zatrudnienie na poczcie, awansując w 1891 na stanowisko urzędnika pocztowego w Kopenhadze. W 1904 stał się autorem pomysłu wprowadzającego do obiegu znaczek bożonarodzeniowy, ze sprzedaży którego zebrano spore środki na działalność dobroczynną na rzecz duńskich dzieci, co wpłynęło korzystnie na dalszą karierę Holbølla i zapewniło mu uznanie w kraju. W 1905 został na polecenie króla Fryderyka VIII mianowany naczelnikiem poczty w Gentofte, a w 1909 w Charlottenlund, gdzie znajdowała się letnia rezydencja królewska. W 1909 został ponadto kawalerem Orderu Dannebroga. Poza pracą zawodową poświęcał się filantropii, angażując się w pracę wielu organizacji dobroczynnych, m.in. Narodowego Związku do Walki z Gruźlicą (od 1910) i innych. W 1925 wydał zbiór opowiadań pt. Søstjerner ("Rozgwiazdy"). W 1927 jego podobizna ukazała się na znaczku bożonarodzeniowym. Został pochowany na cmentarzu w Ordrup (obecnie aglomeracja Wielkiej Kopenhagi).

## Życie prywatne
Einar Holbøll był dwukrotnie żonaty. 5 października 1892 w Rønne na Bornholmie poślubił Emmę Amalię Sandorff (ur. 1864), z którą się jednak rozwiódł. 23 maja 1912 w Kopenhadze pojął za żonę Berthę Hansen (ur. 1882).